# (4940) Поленов
(4940) Поленов (лат. Polenov) — типичный астероид главного пояса, открыт 18 августа 1986 года советским астрономом Людмилой Карачкиной в Крымской астрофизической обсерватории и 1 сентября 1993 года назван в честь русского художника Василия Поленова.

## Обнаружение и именование
(4940) Поленов
Открыт 18 августа 1986 года в Научном Л. Г. Карачкиной.
Назван в память об известном русском художнике Василии Дмитриевиче Поленове (1844—1927).
Оригинальный текст (англ.)4940 Polenov
Discovered 1986-08-18 by Karachkina, L. G. at Nauchnyj.
Named in memory of the well-known Russian painter Vasilij Dmitrievich Polenov (1844—1927).
Источники: DISCOVERY.DB; M.P.C. 22504.

## Орбита

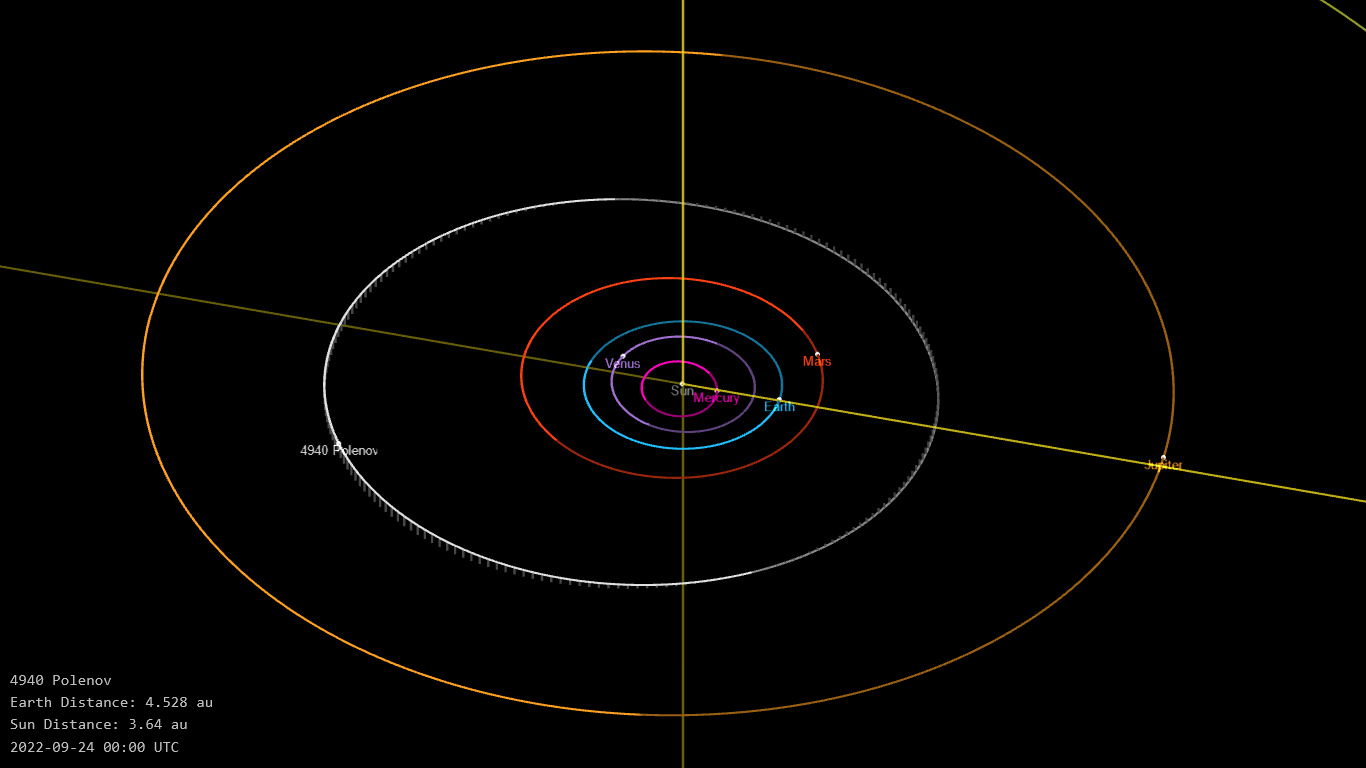
Орбита астероида Поленов и его положение в Солнечной системе

## Физические характеристики
Астероид относится к таксономическому классу C.
По результатам наблюдений в видимом и ближнем инфракрасном диапазоне космического телескопа NEOWISE диаметр астероида оценивался равным 17,782±0,111 км. Согласно тем же источникам альбедо оценивается как 0,0807±0,0101 и 0,081±0,010.